# روحی ساری‌آلپ
روحی ساری‌آلپ (انگلیسی: Ruhi Sarıalp; ۱۵ دسامبر ۱۹۲۴ – ۳ مارس ۲۰۰۱) ورزشکار دو و میدانی، و پرسنل نظامی اهل ترکیه بود.